# Guido Brunner
Guido Brunner (ur. 27 maja 1930 w Madrycie, zm. 2 grudnia 1997 tamże) – niemiecki polityk, dyplomata i prawnik, deputowany, od 1974 do 1981 członek Komisji Europejskiej, od 1981 do 1992 ambasador w Hiszpanii.

## Życiorys
Urodził się w Madrycie jako syn działającego tam menedżera AEG i Hiszpanki, w Hiszpanii ukończył szkołę średnią. Po II wojnie światowej przeniósł się do Niemiec, studiował prawo na uczelniach w Madrycie (studia pierwszego stopnia), Heidelbergu i Monachium (magisterium). W 1953 zdał państwowy egzamin prawniczy pierwszego stopnia, w 1955 uzyskał doktorat z zakresu międzynarodowego prawa spadkowego na Uniwersytecie w Monachium. W tym samym roku wstąpił do niemieckiej służby dyplomatycznej, początkowo pracował na placówkach w Bonn, Liverpoolu i Madrycie. Urzędował następnie w stałym przedstawicielstwie przy ONZ w Nowym Jorku (1960–1968), był szefem działu relacji naukowo-technicznych w MSZ (1968–1970), jego rzecznikiem prasowym (1970–1972) i kierownikiem działu planowania (1972–1974). Kierował dwukrotnie niemiecką delegacją do OBWE.
W listopadzie 1974 został członkiem Komisji Europejskiej kierowanej przez François-Xaviera Ortolego w miejsce Ralfa Dahrendorfa, który został rektorem London School of Economics. Następnie od 1977 do 1981 członek Komisji Europejskiej Roya Jenkinsa. Odpowiadał w nich za energię, badania, innowację i naukę. Od listopada 1980 do stycznia 1981 był członkiem Bundestagu z ramienia Wolnej Partii Demokratycznej, jednak zrezygnował z mandatu. Od stycznia do maja 1981 pełnił funkcję senatora ds. nauki i technologii (członka władz wykonawczych kierowanych przez Hansa-Jochena Vogela) w landzie Berlin Zachodni, zasiadał także w tamtejszym landtagu. W latach 1981–1992 sprawował funkcję ambasadora Niemiec w Hiszpanii, następnie przeszedł na emeryturę.
Od 1958 był żonaty z Christą, córką generała Hansa Speidela.

## Odznaczenia
Odznaczony Krzyżem Wielkim Orderu Zasługi Cywilnej (1978), Wielkim Krzyżem Zasługi z Gwiazdą i Wstęgą Orderu Zasługi Republiki Federalnej Niemiec (1982) i Krzyżem Wielkim Orderu Izabeli Katolickiej (1985). Otrzymał również Nagrodę Księcia Asturii oraz cztery doktoraty honoris causa.